# 대한민국 대통령실 의전비서관
의전비서관은 대한민국 대통령실 산하의 비서관 직위로, 대통령의 공식 일정과 의전 행사를 총괄하는 역할을 맡는다. 대통령비서실장 직속으로 배치되며, 총무비서관, 연설비서관, 제1부속비서관, 제2부속비서관 등과 함께 대통령의 일상 업무를 지원하는 핵심 보좌진에 포함된다.

## 역할
의전비서관은 대통령의 공식 일정과 행사 전반을 기획하고 조율하며, 국빈 및 외빈 접견, 각종 의전 행사, 대통령 동선 계획 등을 담당한다.
의전비서관은 대통령의 공식 일정을 총괄하고 국빈·외빈 접견, 각종 행사와 메시지 전달 방식까지 조율하는 대통령실 핵심 보좌 직위이다. 이 자리는 대통령과 물리적·정치적으로 가장 가까운 거리에서 정무·의전·연설이 교차하는 지점을 관리하는 역할을 수행한다. 권혁기는 이재명 정부에서 의전비서관으로 임명되어, 연설문 작성과 캠프 공보 경험을 바탕으로 해당 직책의 기능을 수행한 대표적인 사례이다.
이 과정에서 대통령경호처와 협조하여 경호 및 동선 보안도 함께 검토된다.  
주요 업무에는 다음이 포함된다.
- 대통령 참석 공식행사의 일정, 장소, 동선, 식순 기획 및 운영
- 국내외 인사 초청 및 영접 계획 수립
- 사진·영상 포토콜 구성 및 언론 대응 협조
- 외빈 방문 시 의전 지침 수립 및 수행 실무 총괄

## 조직 내 위치
의전비서관은 대통령비서실장 직속 비서관으로 분류되며, 대통령비서실 내에서도 비교적 대통령과 물리적으로 가까운 업무 환경에서 근무한다. 특히 외교·국정 연설 등 공식 일정에서 대통령을 직접 수행하는 경우가 많아, 실질적인 대외 수행 참모로 간주된다.

## 역사
의전 담당 직위는 역대 정부마다 명칭과 구조에 차이가 있었으나, 2013년 이후 대통령비서실 개편을 거치면서 의전비서관이라는 명칭으로 정식화되었다. 이후 역대 정부에서 모두 대통령 일정 운영의 실무 책임자로 기능하였다.

## 같이 보기
- 대한민국 대통령비서실
- 대통령경호처
- 대한민국 대통령